# Breckefelden

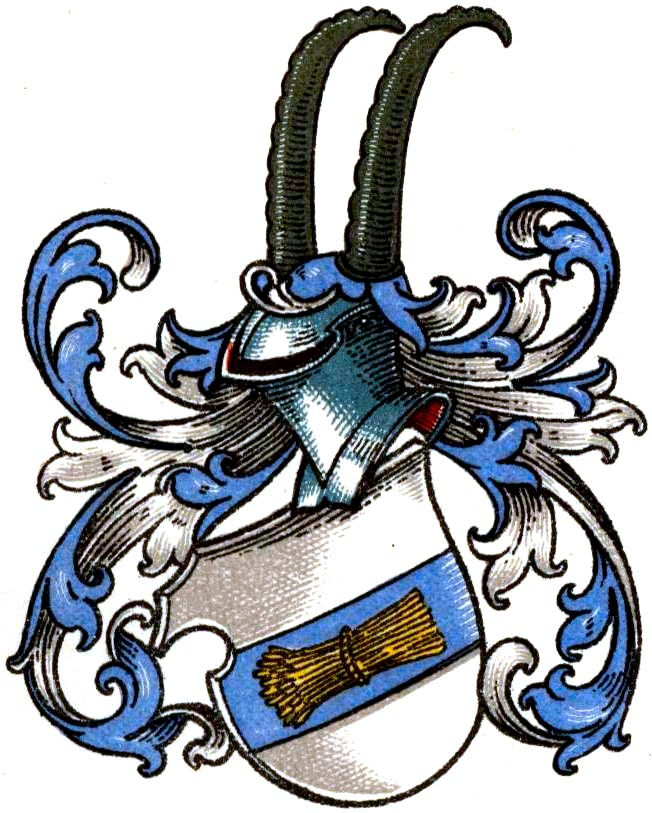
Wappen der Breckefelden

Die Breckefelden (auch: Brekeveld, Brekelveld, Brekelfelde, Brechefelden o. ä.) waren ein ursprünglich westfälisches, später in Lübeck und anderen Städten ansässiges Adelsgeschlecht.

## Geschichte
Das Geschlecht stammt dem Namen nach aus der Hansestadt Breckerfeld im südöstlichsten Teil des Ruhrgebiets. Später gehörten folgende Familienmitglieder der Lübecker Zirkelgesellschaft an:
- Tidemann Brekelveld, Mitglied zu Trinitatis 1429, verheiratet mit Mechtild von Rentelen, hatte eine Tochter und drei Söhne: Anna (verheiratet mit Johann Darsow), Eberhard (Evert), Johann und Bertram.
- Evert Brekelveld, 1443 aufgenommen
- Hans Brekelveld, 1443 aufgenommen
- Bertram Brekelveld, 1447 aufgenommen
- Hans Brekelveld, 1448 aufgenommen
- Lorenz Brekelveld, 1495 aufgenommen
- Markus Brekelveld, 1484 als Halbmitglied aufgenommen

Obwohl die Familie mit den oben genannten Personen in der Zirkelgesellschaft des Lübecker Patriziats vertreten war, hat sie zu keiner Zeit einen Ratssitz in Lübeck besessen.
Daneben erscheinen Mitglieder der Familie vielfach in Zollakten jener Zeit, so z. B. Gerwyn Aldenbrekelveld 1385/86–1408/09 in London, Sandwich, Boston, Lübeck, Köln, Dortmund und Brügge, Hans Brecherfeld 1417/18 in London, Bernhard Brechyngfeld aus Hamburg 1396/97 in Yarmouth, Hildebrand Brekelfeld 1390/91–1421 London und La Rochelle, Reinhold van Brekelfeld 1421 London und La Rochelle, Arnold Breckerfeld aus Köln 1466/67–1473/74 in London und Sandwich, Hans Brekervelde, Bürger Lübecks, 1435–1443 in Plymouth, Lübeck und Portugal, Heinrich Brekerfeld aus Soest 1467/68 in London und Hermann Brekerfeld 1468 in London.
Auch im Baltikum erscheinen Familienmitglieder, so bereits 1380 Albrecht Oltbrekevelt, der 1402 und 1405 Ratsmitglied in Dorpat war.

## Wappen
Blasonierung: In Silber ein blauer Balken mit einer goldenen Korngarbe belegt. Auf dem Helm zwei schwarze nach links herüber gebogene Gemshörner. Die Helmdecken sind blau-silbern.
Weitere Wappendarstellung:

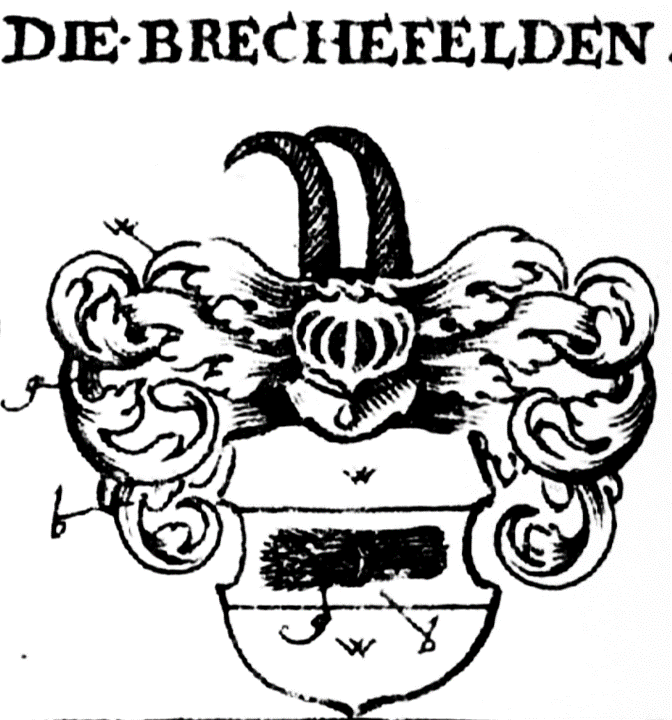
Wappen der Breckefelden bei Siebmacher